# Napoleon (film, 2023)
Napoleon är en amerikansk biografisk action-dramafilm från 2023. Den är regisserad och producerad av Ridley Scott med ett manus skrivet av David Scarpa. Filmen är till viss del baserad på verkliga händelser och följer Napoleons karriär från franska revolutionen, hans stora initiala framgångar samt hans motgångar och slutligen nederlaget vid Waterloo 1815. Filmen fick skoningslös kritik i Frankrike medan den i övriga världen erhöll blandad kritik.
Filmen hade biopremiär i Sverige den 22 november 2023, utgiven av SF Studios.

## Handling
Filmen kretsar kring den franske generalen, sedermera kejsaren, Napoleon Bonaparte och skildrar hans långa karriär samt hans föränderliga relation med kejsarinnan Joséphine.

## Rollista (i urval)
- Joaquin Phoenix – Napoleon Bonaparte
- Vanessa Kirby – Kejsarinnan Joséphine
- Tahar Rahim – Paul Barras
- Ben Miles – Caulaincourt
- Ludivine Sagnier – Theresa Cabarrus
- Matthew Needham – Lucien Bonaparte
- Youssef Kerkour – Marskalk Davout
- Phil Cornwell – Charles-Henri Sanson
- Ian McNeice – Ludvig XVIII
- Paul Rhys – Talleyrand
- John Hollingworth – Marskalk Ney
- Gavin Spokes – Moulins
- Mark Bonnar – Jean-Andoche Junot